# Jongen zonder naam
Jongen zonder naam is een Vlaams jeugdboek uit 2015. Het is geschreven door Bettie Elias en werd uitgebracht door het Davidsfonds. Dit boek is meermaals vertaald.

## Inhoud
Het boek gaat over een twaalfjarige jongen Samuel, die in de Tweede Wereldoorlog wordt opgepakt door Duitse SS'ers. Verder gaat het over Aaron, die in Brussel woont. Hij zit bij het verzet met zijn vrienden Louis, Albert, en Alexander. Ze plannen om een trein te onderscheppen, met een stormlamp. Die zetten  ze dan op de spoorwegen om de trein te doen stoppen , als de trein stopt bevrijden Aaron, Louis, Albert en Alexander de joden in de wagons. Maar dat lukte uiteindelijk niet zo als ze hadden gepland.  